# Riccardo Calder
Riccardo Calder (* 26. Januar 1996 in Birmingham) ist ein englischer Fußballspieler.

## Karriere
Riccardo Calder der im englischen Birmingham geboren wurde, begann seine Fußballkarriere im Alter von 9 Jahren in seiner Geburtsstadt bei Aston Villa. Für Villa spielte Calder bis zum Jahr 2014 in den diversen Jugendmannschaften. Mit der U-19 des Vereins gewann er im Jahr 2013 die NextGen Series. Im August 2015 wurde er für ein halbes Jahr an den schottischen Erstligisten FC Dundee verliehen. Sein Profidebüt absolvierte Calder am 7. Spieltag der Scottish Premiership 2015/16 gegen Partick Thistle, als er für Nicky Low eingewechselt wurde.

## Erfolge
mit Aston Villa:
- NextGen Series: 2013